# بيتنامي
بيتنامي بالإنجليزية Bitnami هي مكتبة من المثبتات أو حزم البرامج لتطبيقات الويب ومجموعات التطوير بالإضافة إلى الأجهزة الافتراضية. برعاية بيتنامي من قبل Bitrock ، وهي شركة تأسست في عام 2003 في إشبيلية، اسبانيا من قبل دانيال لوبيز Ridruejo و Erica Brescia. تستخدم رزم بيتنامي لتثبيت البرامج على لينكس ومايكروسوفت ويندوز وماك أو إس وسولاريس.

## نظرة عامة على التكنولوجيا
تتوفر حزم بيتنامي لتطبيقات الويب مثل ووردبريس ودروبال وجوملا! وميدياويكي. بالإضافة إلى التطبيق نفسه، تتضمن المداخلات البرامج الأخرى المطلوبة لتشغيل هذا التطبيق. على سبيل المثال، ستحتوي حزمة ووردبريس على ووردبريس، وكذلك قاعدة بيانات MySQL لإدارة البيانات، وخادم Apache Web لخدمة الصفحات، وphpMyAdmin لإدارة MySQL. يتم إصدار مثبتات بيتنامي تحت Apache License 2.0. [بحاجة لمصدر] [بحاجة لمصدر]
باستخدام إدارة الحوسبة السحابية الآلية، تقدم بيتنامي للمستخدمين تطبيقات تلقائية للتطبيقات من تطبيقات خادم المصدر المفتوح من خوادم Oracle Cloud وأمازون إي سي 2 و Google Cloud Platform .
منذ يوليو 2009، تقدم بيتنامي أيضاً أجهزة افتراضية جاهزة للتشغيل.
الاختلاف الواضح بين تثبيت مثبّتي بيتنامي والتثبيتات المحلية (مثل rpms و debs على Linux) هي أنها مثبتة بطريقة تمنع التداخل مع البرامج والمكتبات الموجودة. في حالة تثبيت تطبيقات متعددة على نفس اعتبارات خادم الويب لحل التضارب على منافذ معينة، يجب إجراء ذلك.[بحاجة لمصدر]
في 13 فبراير 2009، أعلنت بيتنامي عن إطلاق مكدس Enano CMS على شبكة الإنترنت،  والذي يعد فريدًا من نوعه في ذلك، وفقًا ل بيتنامي ولمشروع Enano CMS ، حيث كانت وحدة الكدسة هي الأولى التي تم تطويرها خارجيًا.
في فبراير 2010، أعلنت بيتنامي عن إطلاق بيتنامي Cloud Hosting  خدمة تسمح بنشر مكدسات بيتنامي على سحابة أمازون إي سي 2 ، مع المراقبة التلقائية والنسخ الاحتياطي.

## الروابط الخارجية
- بيتنامي الصفحة الرئيسية
- بيتنامي وأوراكل